# Johannes Post
Pour les articles homonymes, voir Post.
Johannes Post (né le 4 octobre 1906 à Hollandscheveld et mort le 16 juillet 1944 à Overveen) est un résistant néerlandais pendant l'occupation des Pays-Bas pendant la Seconde Guerre mondiale.
Il a aidé à diriger une partie des Landelijke Knokploegen (de) et a caché des Juifs dans son village, Nieuwlande.
Johannes Post a été reconnu Juste parmi les nations en 1965.